# Glochidion falcatilimbum
Glochidion falcatilimbum är en emblikaväxtart som beskrevs av Elmer Drew Merrill. Glochidion falcatilimbum ingår i släktet Glochidion och familjen emblikaväxter. Inga underarter finns listade i Catalogue of Life.